# NGC 13
NGC 13은 안드로메다자리 방향에 있는 나선 은하이자, 렌즈형 은하이다.